# Polo aquático nos Jogos Pan-Americanos de 2019 - Feminino
O torneio feminino de polo aquático nos Jogos Pan-Americanos de 2019 foi realizado de 4 a 10 de agosto no Centro Aquático de Villa Maria del Triunfo. Oito equipes participaram do evento.
A equipe vencedora classificou-se para os Jogos Olímpicos de 2020, em Tóquio.

## Medalhistas
|  | USA Estados Unidos |  | CAN Canadá |  | BRA Brasil |
|  | Ashleigh Johnson Madeline Musselman Melissa Seidemann Paige Hauschild Stephania Haralabidis Margaret Steffens Jamie Neushul Kiley Neushul Aria Fischer Alys Williams Makenzie Fischer |  | Jessica Gaudreault Krystina Alogbo Axelle Crevier Emma Wright Monika Eggens Kelly McKee Joëlle Békhazi Shae Fournier Hayley McKelvey Kyra Christmas Kindred Paul |  | Victória Chamorro Diana Abla Ana Alice Amaral Gabriela Dias Mariana Duarte Ana Beatriz Dias Samantha Ferreira Ana Julia Amaral Letícia Belorio Viviane Bahia Mirella Coutinho |

## Qualificação
Um total de oito equipes femininas qualificaram-se ao torneio. O país-sede (Peru) qualificou-se automaticamente junto com outras sete equipes, de acordo com vários critérios. Canadá e Estados Unidos receberam qualificação automática, junto com as três primeiros colocadas dos Jogos Centro-Americanos e do Caribe de 2018 e com as duas primeiras do Campeonato Sul-Americano de 2018.
| Evento                                              | Datas                         | Local        | Vagas | Qualificado                |
| --------------------------------------------------- | ----------------------------- | ------------ | ----- | -------------------------- |
| País-sede                                           | —                             | —            | 1     | Peru                       |
| Qualificação automática                             | —                             | —            | 2     | Canadá · Estados Unidos    |
| Jogos Centro-Americanos e do Caribe de 2018 (CCCAN) | 26 de julho - 2 de agosto     | Barranquilha | 3     | Cuba · Porto Rico · México |
| Campeonato Sul-Americano de 2018 (CONSANAT)         | 31 de outubro - 4 de novembro | Lima         | 2     | Brasil · Venezuela         |
| Total                                               |                               |              | 8     |                            |

## Formato
As oito equipes foram divididas em dois grupos de quatro equipes. Cada equipe enfrenta as outras no mesmo grupo, totalizando três jogos. Todas as equipes se classificaram às quartas-de-final e se enfrentaram de acordo com as posições em seus grupos. As vencedoras da fase foram às semifinais e as restantes para jogos de definição do quinto ao oitavo lugar. Nas semifinais, as vencedoras disputam a medalha de ouro e as perdedoras a de bronze.

## Primeira fase
Grupo A
| Pos | Equipe         | Pts | J | V | E | D | GP | GC | SG  | Classificado     |
| --- | -------------- | --- | - | - | - | - | -- | -- | --- | ---------------- |
| 1   | Estados Unidos | 6   | 3 | 3 | 0 | 0 | 66 | 10 | +56 | Quartas-de-final |
| 2   | Brasil         | 4   | 3 | 2 | 0 | 1 | 31 | 32 | −1  | Quartas-de-final |
| 3   | Porto Rico     | 2   | 3 | 1 | 0 | 2 | 20 | 40 | −20 | Quartas-de-final |
| 4   | Venezuela      | 0   | 3 | 0 | 0 | 3 | 12 | 47 | −35 | Quartas-de-final |

| 4 de agosto 8:00 | Relatório | Brasil                                 | 15 – 4 | Venezuela | Centro Aquático de Villa María del Triunfo Juízes: CUB Juan Menéndez MEX Gerardo Arellano |
| 4 de agosto 8:00 | Relatório | Placar por quartos: 2-1, 4-2, 5-0, 4-1 |        |           | Centro Aquático de Villa María del Triunfo Juízes: CUB Juan Menéndez MEX Gerardo Arellano |
| 4 de agosto 8:00 | Relatório | Bahia 6                                | Gols   | Torres 3  | Centro Aquático de Villa María del Triunfo Juízes: CUB Juan Menéndez MEX Gerardo Arellano |

| 4 de agosto 11:00 | Relatório | Porto Rico                             | 3 – 23 | Estados Unidos | Centro Aquático de Villa María del Triunfo Juízes: CAN Doriel Terpenka PER Fernando Varela |
| 4 de agosto 11:00 | Relatório | Placar por quartos: 0-5, 0-6, 2-5, 1-7 |        |                | Centro Aquático de Villa María del Triunfo Juízes: CAN Doriel Terpenka PER Fernando Varela |
| 4 de agosto 11:00 | Relatório | três jogadoras 1                       | Gols   | Haralabidis 6  | Centro Aquático de Villa María del Triunfo Juízes: CAN Doriel Terpenka PER Fernando Varela |

| 5 de agosto 8:00 | Relatório | Porto Rico                             | 9 – 5 | Venezuela  | Centro Aquático de Villa María del Triunfo Juízes: CAN Marie-Claude Deslieres CUB Yasmany Lima |
| 5 de agosto 8:00 | Relatório | Placar por quartos: 2-1, 2-1, 4-2, 1-1 |       |            | Centro Aquático de Villa María del Triunfo Juízes: CAN Marie-Claude Deslieres CUB Yasmany Lima |
| 5 de agosto 8:00 | Relatório | Maldonado 3                            | Gols  | Martínez 3 | Centro Aquático de Villa María del Triunfo Juízes: CAN Marie-Claude Deslieres CUB Yasmany Lima |

| 5 de agosto 11:00 | Relatório | Brasil                                 | 4 – 20 | Estados Unidos | Centro Aquático de Villa María del Triunfo Juízes: PER Nestor Torres MEX Daniel Vázquez |
| 5 de agosto 11:00 | Relatório | Placar por quartos: 1-3, 1–3, 2-7, 0-7 |        |                | Centro Aquático de Villa María del Triunfo Juízes: PER Nestor Torres MEX Daniel Vázquez |
| 5 de agosto 11:00 | Relatório | quatro jogadoras 1                     | Gols   | Fischer 4      | Centro Aquático de Villa María del Triunfo Juízes: PER Nestor Torres MEX Daniel Vázquez |

| 6 de agosto 8:00 | Relatório | Brasil                                 | 12 – 8 | Porto Rico | Centro Aquático de Villa María del Triunfo Juízes: PER Fernando Varela URU Daniel Daners |
| 6 de agosto 8:00 | Relatório | Placar por quartos: 3-1, 4-3, 2-1, 3-3 |        |            | Centro Aquático de Villa María del Triunfo Juízes: PER Fernando Varela URU Daniel Daners |
| 6 de agosto 8:00 | Relatório | Coutinho 4                             | Gols   | Montero 3  | Centro Aquático de Villa María del Triunfo Juízes: PER Fernando Varela URU Daniel Daners |

| 6 de agosto 11:00 | Relatório | Venezuela                               | 3 – 23 | Estados Unidos     | Centro Aquático de Villa María del Triunfo Juízes: PER Nestor Torres CAN Doriel Terpenka |
| 6 de agosto 11:00 | Relatório | Placar por quartos: 0-11, 0-5, 1-4, 2-3 |        |                    | Centro Aquático de Villa María del Triunfo Juízes: PER Nestor Torres CAN Doriel Terpenka |
| 6 de agosto 11:00 | Relatório | Torres 2                                | Gols   | quatro jogadoras 3 | Centro Aquático de Villa María del Triunfo Juízes: PER Nestor Torres CAN Doriel Terpenka |

Grupo B
| Pos | Equipe   | Pts | J | V | E | D | GP | GC | SG  | Classificado     |
| --- | -------- | --- | - | - | - | - | -- | -- | --- | ---------------- |
| 1   | Canadá   | 6   | 3 | 3 | 0 | 0 | 75 | 13 | +62 | Quartas-de-final |
| 2   | Cuba     | 4   | 3 | 2 | 0 | 1 | 37 | 29 | +8  | Quartas-de-final |
| 3   | México   | 2   | 3 | 1 | 0 | 2 | 32 | 41 | −9  | Quartas-de-final |
| 4   | Peru (H) | 0   | 3 | 0 | 0 | 3 | 8  | 69 | −61 | Quartas-de-final |

| 4 de agosto 9:30 | Relatório | Cuba                                   | 5 – 20 | Canadá              | Centro Aquático de Villa María del Triunfo Juízes: PUR Reynel Torres USA Amber Drury |
| 4 de agosto 9:30 | Relatório | Placar por quartos: 1-4, 1-4, 0-7, 3-5 |        |                     | Centro Aquático de Villa María del Triunfo Juízes: PUR Reynel Torres USA Amber Drury |
| 4 de agosto 9:30 | Relatório | Villa 3                                | Gols   | Crevier, Fournier 4 | Centro Aquático de Villa María del Triunfo Juízes: PUR Reynel Torres USA Amber Drury |

| 4 de agosto 12:30 | Relatório | Peru                                   | 1 – 22 | México  | Centro Aquático de Villa María del Triunfo Juízes: URU Daniel Daners ARG Diego Garibaldi |
| 4 de agosto 12:30 | Relatório | Placar por quartos: 0-8, 1-5, 0-6, 0-3 |        |         | Centro Aquático de Villa María del Triunfo Juízes: URU Daniel Daners ARG Diego Garibaldi |
| 4 de agosto 12:30 | Relatório | Asmat 1                                | Gols   | Livas 5 | Centro Aquático de Villa María del Triunfo Juízes: URU Daniel Daners ARG Diego Garibaldi |

| 5 de agosto 9:30 | Relatório | Peru                                   | 2 – 28 | Canadá            | Centro Aquático de Villa María del Triunfo Juízes: BRA Marcus Gresele PUR Ángel Irizarry |
| 5 de agosto 9:30 | Relatório | Placar por quartos: 0-9, 0-6, 1-7, 1-6 |        |                   | Centro Aquático de Villa María del Triunfo Juízes: BRA Marcus Gresele PUR Ángel Irizarry |
| 5 de agosto 9:30 | Relatório | Deza, Urquiza 1                        | Gols   | Crevier, Wright 5 | Centro Aquático de Villa María del Triunfo Juízes: BRA Marcus Gresele PUR Ángel Irizarry |

| 5 de agosto 12:30 | Relatório | Cuba                                   | 13 – 4 | México             | Centro Aquático de Villa María del Triunfo Juízes: VEN Leonardo González BRA Fabio Toffoli |
| 5 de agosto 12:30 | Relatório | Placar por quartos: 3-1, 2-0, 3-2, 5-1 |        |                    | Centro Aquático de Villa María del Triunfo Juízes: VEN Leonardo González BRA Fabio Toffoli |
| 5 de agosto 12:30 | Relatório | Leyva, Villa 4                         | Gols   | quatro jogadoras 1 | Centro Aquático de Villa María del Triunfo Juízes: VEN Leonardo González BRA Fabio Toffoli |

| 6 de agosto 9:30 | Relatório | Cuba                                   | 19 – 5 | Peru   | Centro Aquático de Villa María del Triunfo Juízes: PUR Reynel Torres USA Amber Drury |
| 6 de agosto 9:30 | Relatório | Placar por quartos: 4-0, 6-0, 4-1, 5-4 |        |        | Centro Aquático de Villa María del Triunfo Juízes: PUR Reynel Torres USA Amber Drury |
| 6 de agosto 9:30 | Relatório | Villa 4                                | Gols   | Deza 2 | Centro Aquático de Villa María del Triunfo Juízes: PUR Reynel Torres USA Amber Drury |

| 6 de agosto 12:30 | Relatório | Canadá                                 | 27 – 6 | México    | Centro Aquático de Villa María del Triunfo Juízes: USA Steven Rotsart BRA Fabio Toffoli |
| 6 de agosto 12:30 | Relatório | Placar por quartos: 6-3, 5-1, 9-1, 7-1 |        |           | Centro Aquático de Villa María del Triunfo Juízes: USA Steven Rotsart BRA Fabio Toffoli |
| 6 de agosto 12:30 | Relatório | Wright 5                               | Gols   | Ramírez 2 | Centro Aquático de Villa María del Triunfo Juízes: USA Steven Rotsart BRA Fabio Toffoli |

## Fase final

### Chaveamento
|  | Quartas-de-final | Quartas-de-final |              |    | Semifinais        | Semifinais        |  |  | Disputa do ouro | Disputa do ouro |
|  |                  |                  |              |    |                   |                   |  |  |                 |                 |
|  | 8 de agosto      |                  |              |    |                   |                   |  |  |                 |                 |
|  |                  |                  |              |    |                   |                   |  |  |                 |                 |
|  | Brasil           | 13               |              |    |                   |                   |  |  |                 |                 |
|  | Brasil           | 13               | 9 de agosto  |    |                   |                   |  |  |                 |                 |
|  | México           | 3                |              |    |                   |                   |  |  |                 |                 |
|  | México           | 3                | Brasil       | 5  |                   |                   |  |  |                 |                 |
|  | 8 de agosto      |                  | Brasil       | 5  |                   |                   |  |  |                 |                 |
|  |                  | Canadá           | 19           |    |                   |                   |  |  |                 |                 |
|  | Venezuela        | Canadá           | 19           | 3  |                   |                   |  |  |                 |                 |
|  | Venezuela        |                  | 10 de agosto | 3  |                   |                   |  |  |                 |                 |
|  | Canadá           | 22               |              |    |                   |                   |  |  |                 |                 |
|  | Canadá           | 22               | Canadá       | 4  |                   |                   |  |  |                 |                 |
|  | 8 de agosto      |                  | Canadá       | 4  |                   |                   |  |  |                 |                 |
|  |                  | Estados Unidos   | 24           |    |                   |                   |  |  |                 |                 |
|  | Porto Rico       | Estados Unidos   | 24           | 5  |                   |                   |  |  |                 |                 |
|  | Porto Rico       | 9 de agosto      |              | 5  |                   |                   |  |  |                 |                 |
|  | Cuba             | 14               |              |    |                   |                   |  |  |                 |                 |
|  | Cuba             | 14               | Cuba         | 7  |                   |                   |  |  |                 |                 |
|  | 8 de agosto      |                  | Cuba         | 7  |                   |                   |  |  |                 |                 |
|  |                  | Estados Unidos   | 31           |    | Disputa do bronze | Disputa do bronze |  |  |                 |                 |
|  | Estados Unidos   | Estados Unidos   | 31           | 21 | Disputa do bronze | Disputa do bronze |  |  |                 |                 |
|  | Estados Unidos   |                  | 10 de agosto | 21 |                   |                   |  |  |                 |                 |
|  | Peru             | 3                |              |    |                   |                   |  |  |                 |                 |
|  | Peru             | 3                | Brasil       | 8  |                   |                   |  |  |                 |                 |
|  |                  |                  |              |    |                   |                   |  |  |                 |                 |
|  | Cuba             | 7                |              |    |                   |                   |  |  |                 |                 |
|  | Cuba             | 7                |              |    |                   |                   |  |  |                 |                 |

|  | Semifinais de 5º-8º lugar | Semifinais de 5º-8º lugar |    |              | Quinto lugar | Quinto lugar |  |
|  |                           |                           |    |              |              |              |  |
|  | 9 de agosto               |                           |    |              |              |              |  |
|  | México                    | 13                        |    |              |              |              |  |
|  | Venezuela                 | 6                         |    |              |              |              |  |
|  |                           |                           |    |              |              |              |  |
|  |                           |                           |    |              | 10 de agosto |              |  |
|  |                           |                           |    |              | México       | 12           |  |
|  |                           | Porto Rico (PSO)          | 13 |              |              |              |  |
|  |                           |                           |    |              |              |              |  |
|  |                           |                           |    |              |              |              |  |
|  |                           |                           |    |              | Sétimo lugar |              |  |
|  | 9 de agosto               | 9 de agosto               |    | 10 de agosto | 10 de agosto |              |  |
|  | Porto Rico                | 15                        |    | Venezuela    | 14           |              |  |
|  | Peru                      | 4                         |    |              | Peru         | 7            |  |

Todas as partidas seguem o fuso horário local (UTC−5).

### Quartas-de-final
| 8 de agosto de 2019 08:00 | Relatório | Brasil                                 | 13 – 3 | México           | Centro Aquático de Villa María del Triunfo Juízes: Arkadi Voevodin (RUS) Amber Marie Drury (USA) |
| 8 de agosto de 2019 08:00 | Relatório | Placar por quartos: 2–1, 2–1, 4–0, 5–1 |        |                  | Centro Aquático de Villa María del Triunfo Juízes: Arkadi Voevodin (RUS) Amber Marie Drury (USA) |
| 8 de agosto de 2019 08:00 | Relatório | Bahia 4                                | Gols   | três jogadoras 1 | Centro Aquático de Villa María del Triunfo Juízes: Arkadi Voevodin (RUS) Amber Marie Drury (USA) |

| 8 de agosto de 2019 09:30 | Relatório | Porto Rico                             | 5 – 14 | Cuba    | Centro Aquático de Villa María del Triunfo Juízes: Marie-Claude Deslieres (CAN) Néstor Ricardo Guerra Torres (PER) |
| 8 de agosto de 2019 09:30 | Relatório | Placar por quartos: 1–4, 1–2, 1–4, 2–4 |        |         | Centro Aquático de Villa María del Triunfo Juízes: Marie-Claude Deslieres (CAN) Néstor Ricardo Guerra Torres (PER) |
| 8 de agosto de 2019 09:30 | Relatório | cinco jogadoras 1                      | Gols   | Villa 4 | Centro Aquático de Villa María del Triunfo Juízes: Marie-Claude Deslieres (CAN) Néstor Ricardo Guerra Torres (PER) |

| 8 de agosto de 2019 11:00 | Relatório | Estados Unidos                         | 21 – 3 | Peru   | Centro Aquático de Villa María del Triunfo Juízes: Marcus Paulo Gresele (BRA) Leonardo González Toledo (VEN) |
| 8 de agosto de 2019 11:00 | Relatório | Placar por quartos: 5–1, 6–1, 6–0, 4–1 |        |        | Centro Aquático de Villa María del Triunfo Juízes: Marcus Paulo Gresele (BRA) Leonardo González Toledo (VEN) |
| 8 de agosto de 2019 11:00 | Relatório | três jogadoras 3                       | Gols   | Deza 3 | Centro Aquático de Villa María del Triunfo Juízes: Marcus Paulo Gresele (BRA) Leonardo González Toledo (VEN) |

| 8 de agosto de 2019 12:30 | Relatório | Venezuela                              | 3 – 22 | Canadá   | Centro Aquático de Villa María del Triunfo Juízes: Diego Hernán Garibaldi (ARG) José Angel Ortiz Irizarry (PUR) |
| 8 de agosto de 2019 12:30 | Relatório | Placar por quartos: 0–8, 2–4, 0–6, 1–4 |        |          | Centro Aquático de Villa María del Triunfo Juízes: Diego Hernán Garibaldi (ARG) José Angel Ortiz Irizarry (PUR) |
| 8 de agosto de 2019 12:30 | Relatório | três jogadoras 1                       | Gols   | Alogbo 5 | Centro Aquático de Villa María del Triunfo Juízes: Diego Hernán Garibaldi (ARG) José Angel Ortiz Irizarry (PUR) |

### Classificação 5º–8º lugar
| 9 de agosto de 2019 08:00 | Relatório | México                                 | 13 – 6 | Venezuela | Centro Aquático de Villa María del Triunfo Juízes: Diego Garibaldi (ARG) Juan Menéndez (CUB) |
| 9 de agosto de 2019 08:00 | Relatório | Placar por quartos: 5–1, 1–3, 4–0, 3–2 |        |           | Centro Aquático de Villa María del Triunfo Juízes: Diego Garibaldi (ARG) Juan Menéndez (CUB) |
| 9 de agosto de 2019 08:00 | Relatório | Briano 4                               | Gols   | Dulce 3   | Centro Aquático de Villa María del Triunfo Juízes: Diego Garibaldi (ARG) Juan Menéndez (CUB) |

| 9 de agosto de 2019 09:30 | Relatório | Porto Rico                             | 15 – 4 | Peru               | Centro Aquático de Villa María del Triunfo Juízes: Marie-Claude Deslières (CAN) Yasmany Lima (CUB) |
| 9 de agosto de 2019 09:30 | Relatório | Placar por quartos: 3–0, 4–1, 3–1, 5–2 |        |                    | Centro Aquático de Villa María del Triunfo Juízes: Marie-Claude Deslières (CAN) Yasmany Lima (CUB) |
| 9 de agosto de 2019 09:30 | Relatório | Irizarry 5                             | Gols   | quatro jogadoras 1 | Centro Aquático de Villa María del Triunfo Juízes: Marie-Claude Deslières (CAN) Yasmany Lima (CUB) |

### Semifinais
| 9 de agosto de 2019 11:00 | Relatório | Brasil                                 | 5 – 19 | Canadá    | Centro Aquático de Villa María del Triunfo Juízes: Arkadi Voevodin (RUS) José Angel Ortiz Irizarry (PUR) |
| 9 de agosto de 2019 11:00 | Relatório | Placar por quartos: 1–4, 3–5, 1–5, 0–5 |        |           | Centro Aquático de Villa María del Triunfo Juízes: Arkadi Voevodin (RUS) José Angel Ortiz Irizarry (PUR) |
| 9 de agosto de 2019 11:00 | Relatório | Coutinho 2                             | Gols   | Crevier 4 | Centro Aquático de Villa María del Triunfo Juízes: Arkadi Voevodin (RUS) José Angel Ortiz Irizarry (PUR) |

| 9 de agosto de 2019 12:30 | Relatório | Cuba                                    | 7 – 31 | Estados Unidos | Centro Aquático de Villa María del Triunfo Juízes: Daniel Federico Daners (URU) Néstor Ricardo Guerra Torres (PER) |
| 9 de agosto de 2019 12:30 | Relatório | Placar por quartos: 2–9, 3–5, 0–11, 2–6 |        |                | Centro Aquático de Villa María del Triunfo Juízes: Daniel Federico Daners (URU) Néstor Ricardo Guerra Torres (PER) |
| 9 de agosto de 2019 12:30 | Relatório | Peña 3                                  | Gols   | Fischer 7      | Centro Aquático de Villa María del Triunfo Juízes: Daniel Federico Daners (URU) Néstor Ricardo Guerra Torres (PER) |

### Disputa pelo sétimo lugar
| 10 de agosto de 2019 08:00 | Relatório | Venezuela                              | 14 – 7 | Peru   | Centro Aquático de Villa María del Triunfo Juízes: Gerardo de Jesús Arellano Báez (MEX) Marcus Paulo Gresele (BRA) |
| 10 de agosto de 2019 08:00 | Relatório | Placar por quartos: 3–3, 2–1, 5–1, 4–2 |        |        | Centro Aquático de Villa María del Triunfo Juízes: Gerardo de Jesús Arellano Báez (MEX) Marcus Paulo Gresele (BRA) |
| 10 de agosto de 2019 08:00 | Relatório | S.Torres, Y.Torres 4                   | Gols   | Deza 4 | Centro Aquático de Villa María del Triunfo Juízes: Gerardo de Jesús Arellano Báez (MEX) Marcus Paulo Gresele (BRA) |

### Disputa pelo quinto lugar
| 10 de agosto de 2019 09:30 | Relatório | México                                          | 12 – 13 | Porto Rico | Centro Aquático de Villa María del Triunfo Juízes: Daniel Federico Daners (URU) Leonardo González Toledo (VEN) |
| 10 de agosto de 2019 09:30 | Relatório | Placar por quartos: 1–3, 3–2, 4–4, 2–1 Pen: 2–3 |         |            | Centro Aquático de Villa María del Triunfo Juízes: Daniel Federico Daners (URU) Leonardo González Toledo (VEN) |
| 10 de agosto de 2019 09:30 | Relatório | Chanfon 3                                       | Gols    | Montero 4  | Centro Aquático de Villa María del Triunfo Juízes: Daniel Federico Daners (URU) Leonardo González Toledo (VEN) |

### Disputa pelo bronze
| 10 de agosto de 2019 11:00 | Relatório | Brasil                                 | 8 – 7 | Cuba       | Centro Aquático de Villa María del Triunfo Juízes: Marie-Claude Deslieres (CAN) Amber Marie Drury (USA) |
| 10 de agosto de 2019 11:00 | Relatório | Placar por quartos: 0–1, 5–3, 2–2, 1–1 |       |            | Centro Aquático de Villa María del Triunfo Juízes: Marie-Claude Deslieres (CAN) Amber Marie Drury (USA) |
| 10 de agosto de 2019 11:00 | Relatório | três jogadoras 2                       | Gols  | Carrasco 3 | Centro Aquático de Villa María del Triunfo Juízes: Marie-Claude Deslieres (CAN) Amber Marie Drury (USA) |

### Disputa pelo ouro
| 10 de agosto de 2019 12:30 | Relatório | Canadá                                  | 4 – 24 | Estados Unidos | Centro Aquático de Villa María del Triunfo Juízes: Daniel Rodrigo Vázquez (MEX) Fernando Varela Llanos (PER) |
| 10 de agosto de 2019 12:30 | Relatório | Placar por quartos: 1–6, 2–7, 1–10, 0–1 |        |                | Centro Aquático de Villa María del Triunfo Juízes: Daniel Rodrigo Vázquez (MEX) Fernando Varela Llanos (PER) |
| 10 de agosto de 2019 12:30 | Relatório | quatro jogadoras 1                      | Gols   | M. Fischer 6   | Centro Aquático de Villa María del Triunfo Juízes: Daniel Rodrigo Vázquez (MEX) Fernando Varela Llanos (PER) |

## Classificação final
| Pos.              | Equipe         | Qualificação olímpica                                         |
| ----------------- | -------------- | ------------------------------------------------------------- |
| Medalha de ouro   | Estados Unidos | Já classificada para os Jogos Olímpicos de Verão de 2020      |
| Medalha de prata  | Canadá         | Classificação direta para os Jogos Olímpicos de Verão de 2020 |
| Medalha de bronze | Brasil         |                                                               |
| 4                 | Cuba           |                                                               |
| 5                 | Porto Rico     |                                                               |
| 6                 | México         |                                                               |
| 7                 | Venezuela      |                                                               |
| 8                 | Peru           |                                                               |

### Artilheiras
- Relatório

| Posição | Nome                  | Gols | Finalizações | %    |
| ------- | --------------------- | ---- | ------------ | ---- |
| 1       | Stephania Haralabidis | 22   | 27           | 81.5 |
| 2       | Makenzie Fischer      | 21   | 26           | 80.8 |
| 3       | Mayelin Bernal        | 18   | 34           | 52.9 |
| 3       | Axelle Crevier        | 18   | 26           | 69,2 |
| 5       | Shae Fournier         | 17   | 32           | 53.1 |
| 5       | Emma Wright           | 17   | 32           | 53.1 |